# Julia Gross
Julia Gross es una deportista sueca que compite en vela en la clase 49er FX. Ganó una medalla de bronce en el Campeonato Europeo de 49er de 2020.

## Palmarés internacional
| \| Campeonato Europeo \| Campeonato Europeo \| Campeonato Europeo \| Campeonato Europeo \| \| Año \| Lugar \| Medalla \| Clase \| \| ------------------ \| ------------------ \| ------------------ \| ------------------ \| \| 2020 \| Attersee (Austria) \| Medalla de bronce \| 49er FX \| |                    |                   |         |
| Campeonato Europeo |                    |                   |         |
| Año | Lugar              | Medalla           | Clase   |
| 2020 | Attersee (Austria) | Medalla de bronce | 49er FX |